# Benoibates borhidii
Benoibates borhidii är en kvalsterart som beskrevs av Balogh och Sandór Mahunka 1980. Benoibates borhidii ingår i släktet Benoibates och familjen Oripodidae. Inga underarter finns listade.